# Jacek Rządkowski
Jacek Rządkowski (ur. 26 stycznia 1967 w Zgierzu, zm. 4 listopada 2021 w Małkini Górnej) – polski organista, kompozytor, teolog, taternik, społecznik, prowadzący cykl audycji poświęconych muzyce organowej w radiu Victoria, współczesny twórca muzyki symfonicznej i organowej.

## Życiorys
Jacek Rządkowski urodził się 26 stycznia 1967 r. w Zgierzu. Właśnie tam rozpoczął edukację muzyczną w Państwowej Szkole Muzycznej I st. w klasie gitary klasycznej. W wieku 15 lat Rządkowski zapoczątkował działalność organistowską.
W 1999 r. ukończył studia filozoficzno-teologiczne na Papieskim Wydziale Teologicznym w Warszawie, w swojej pracy dyplomowej rozważając rolę muzyki wielogłosowej we współczesnej liturgii. Ukończył również studia doktoranckie na Uniwersytecie Kardynała Stefana Wyszyńskiego (liturgika).
Jako organista sprawował posługę m.in. kościele św. Marcina w Strykowie, kościele pw. św. Teresy i św. Jana Bosko w Łodzi, kościele pw. Nawrócenia św. Pawła Ap. w Małkini, a także okazjonalnie w bazylice archikatedralnej w Łodzi, bazylice archikatedralnej w Gdańsku-Oliwie, bazylice na Jasnej Górze i bazylice katedralnej w Łowiczu.
Pasjonował się wspinaczką górską. Był założycielem Fundacji Wspierania Alpinizmu Polskiego im. Jerzego Kukuczki. W 2005 r. uzyskała ona status organizacji pożytku publicznego. W 2004 r. zaangażował się także w akcję „Śmigło dla Tatr”, której działania miały efekt w uwzględnieniu przez Sejm RP poprawki w Ustawie z dnia 16 kwietnia 2004 r. o ochronie przyrody, będącej inicjatywą Akcji. Dzięki tej zmianie na potrzeby Tatrzańskiego Ochotniczego Pogotowia Ratunkowego oraz Górskiego Ochotniczego Pogotowia Ratunkowego przekazywane miało być 15% przychodów z opłat pobieranych za wejście do danego parku narodowego. Rządkowski reprezentował również zarząd Fundacji Kukuczki w Radzie „Naszych Skał” i był członkiem Łódzkiego Klubu Wysokogórskiego.
Od roku 2007 związany był ze wspólnotą wiernych Tradycji Łacińskiej. Wtedy zajął się współorganizacją stałych celebracji mszy św. w starej formie Rytu Rzymskiego w Łodzi. W późniejszych latach we wspólnocie udzielał się jako organista i dyrygent scholi gregoriańskiej. W 2008 r. współpracując Duszpasterstwem Wiernych Tradycji Łacińskiej Archidiecezji Krakowskiej podjął się posługi organisty corocznych pielgrzymek Tradycji Łacińskiej na Jasną Górę. W latach 2008–2013 sprawował funkcję organisty Ogólnopolskich Spotkań Wiernych Tradycji Łacińskiej Tradicamp.
Jako muzyk angażował się w popularyzację muzyki organowej. Razem z innymi organistami utworzył Polskie Wirtualne Centrum Organowe oraz Ogólnopolskie Forum Organowe. Na PWCO publikował autorskie harmonizacje muzyki liturgicznej. W latach 1995–1996 prowadził także cykl audycji w katolickim radiu diecezji łowickiej Victoria, który poświęcony był muzyce organowej i symfonicznej.
Zajmował się również kompozycją. Stworzył m.in. symfonię na chór, organy i orkiestrę; poemat na chór i orkiestrę, sonatę na organy; Impresję na flet i organy; preludium kolędowe.
Zmarł w wyniku choroby 4 listopada 2021 r. w czasie swojej ostatniej posługi jako organista parafialny w kościele pw. Nawrócenia św. Pawła Ap. w Małkini. Jego ciało spoczywa na lokalnym cmentarzu.

## Kompozycje
- „Ave verum – pro coro misto”, 2007 r.
- „Brewiarz” – medytacja na baryton solo i kwintet smyczkowy lub orkiestrę smyczkową do słów Zbigniewa Herberta, 2008 r.
- „Camino de Santiago: II. Sanctus Franciscus” – fragment 5-częściowego cyklu poświęconego wielkim postaciom historii pielgrzymującym do sanktuarium w Santiago de Compostella
- „Canticum paschale” – fantazja chorałowa na temat wielkanocnych i pochwalnych śpiewów gregoriańskich na chór i organy, 2006 r.
- „Canticum spei pro coro misto” tekst według: Ps 42 (41), 2b; Ps 43 (42), 3-4, 2007 r.
- „Gloriosa dicta sunt de te, civitas Dei” – antyfona na komunię, 2019 r.
- „Großer Gott, wir loben dich” – preludium chorałowe na organy, 2014 r.
- „Hommage a Max Reger” – cykl chorałów, 1997 r.
- „Impresja na flet i organy, 2000 r.
- „Introitus in honorem Christi Regis”, 2017 r.
- „Mała fantazja podhalańska” na orkiestrę smyczkową, 2007 r.
- „Polonez ku czci Bogurodzicy na motywach najstarszego Hymnu Polskiego”, 2017 r.
- „Preludium chorałowe w stylu Johanna Sebastiana Bacha na temat polskiej pieśni eucharystycznej: Bądźże pozdrowiona Hostio żywa”, 1997 r.
- „Preludium chorałowe w stylu Maxa Regera na temat pieśni: U drzwi Twoich stoję Panie...”, 1997 r.
- „Preludium chorałowe w stylu Johanna Sebastiana Bacha na temat: "Pobudki" z "Gorzkich Żali”, 1997 r.
- „Preludium chorałowe w stylu Maxa Regera na temat pieśni: "Alle Menschen müssen sterben” (według melodii zap. w fantazji chorałowej Maxa Regera, op. 52 no. 1), 2001 r.
- „Preludium chorałowe w stylu Maxa Regera na temat pieśni: "Alle Menschen müssen sterben” (według melodii opr. w preludium chorałowym J. S. Bacha, BWV 643), 2001 r.
- „Preludium chorałowe w stylu Maxa Regera na temat: "Ein feste Burg ist unser Gott”, 2004 r.
- „Preludium chorałowe w stylu Maxa Regera na temat pieśni: "Wachet auf, ruft uns die Stimme”, 2002 r.
- „Preludium chorałowe na temat pieśni: Kłaniam się Tobie”, 2004 r.
- „Preludium chorałowe w stylu Maxa Regera na temat pieśni: "Jesus Christus, unser Heiland”, 2004 r.
- „Preludium kolędowe w stylu Fryderyka Chopina”, 1997 r.
- „Sonata Claromontana” – 2003 r.
- „Tu es Petrus” – antyfona na Komunię, 2013 r.

## Sukcesy muzyczne
Utwór Ave verum – pro coro misto otrzymał I nagrodę w konkursie kompozytorskim ogłoszonym przez Redakcję Przeglądu Liturgiczno-Muzycznego Liturgia Sacra z okazji 46. Międzynarodowego Kongresu Eucharystycznego we Wrocławiu (1997 r.). W roku 2006 Rządkowski zdobył II nagrodę w Międzynarodowym Konkursie Kompozytorskim w Mikołowie za fantazję chorałową Canticum paschale na chór i organy.